# アナルプラグ

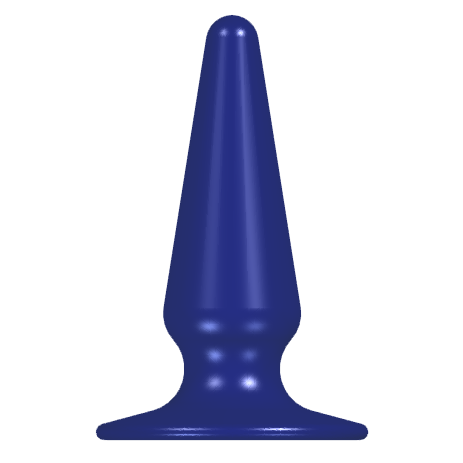
コンピュータによって生成されたアナルプラグの画像

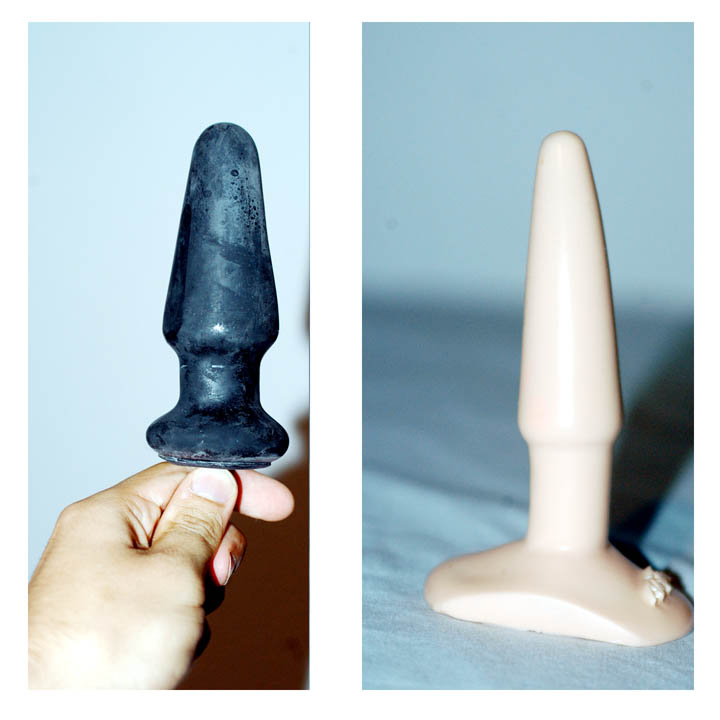
2つのバットプラグ

アナルプラグ（Anal plug）は、直腸に挿入して性的快感を得るために設計された性具。いくつかの点で張形に似ているが、器具が直腸内で失われるのを防ぐために、より短く、端にはフランジが付いている傾向がある。

## 歴史
直腸拡張器は元々医療機器として設計され、ヤング博士の理想的な直腸拡張器などの名前で販売された。 19世紀後半には、同様の器具が大人の性具として販売され始めた。 